# Protéine de fusion RUNX1-RUNX1T1
RUNX1-RUNX1T1 est un gène de fusion (en) résultant de la translocation t(8;21)(q22;q22), une anomalie génétique où les bras longs des chromosomes 8 et 21) sont fusionnés. Lors de la transcription de ce gène, il est produit une protéine de fusion qui a été identifiée comme facteur favorisant dans le développement de cancers hématologiques comme les leucémies aigües ou les syndromes myélodysplasiques.

## Nomenclature
| Objet                | Nom HGNC      | Alias                |
| -------------------- | ------------- | -------------------- |
| Gène (chromosome 21) | RUNX1         | AML1, CBFa2, PEBP2aB |
| Gène (chromosome 8)  | RUNX1T1       | ETO, MTG8            |
| Gène de fusion       | RUNX1-RUNX1T1 | AML1-ETO             |
| Protéine de fusion   | RUNX1-CBFA2T1 | AML1-ETO             |

Les gènes RUNX1 et RUNX1T1 ont été désignés sous différents noms depuis leur découverte au cours des années 90 et 2000. En 2004, une revue reprend les différents alias des gènes de la famille RUNX et propose une nomenclature harmonisée reprenant celle du comité de nomenclature génétique (HGNC) de l'Human Genome Organisation.

## Biochimie

### Structure
La protéine chimérique comprend la partie N-terminale de la protéine RUNX1 (dont son domaine de liaison à l'ADN, RUNT) et la quasi-totalité de la protéine RUNX1T1 (contenant des domaines d'interaction avec des répresseurs ou inhibiteurs de la transcription).

### Effets cellulaires

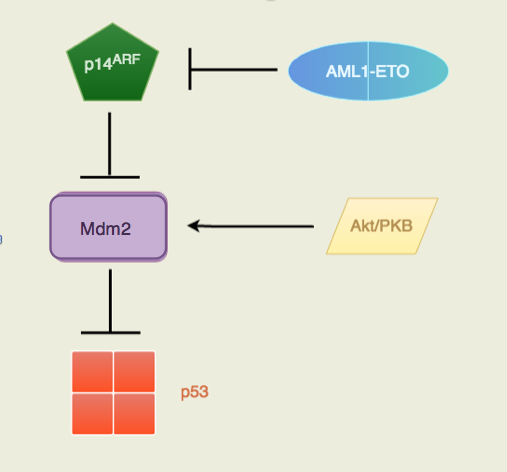
Voie de signalisation de RUNX1-RUNX1T1 (ici appelé AML1-ETO)

D'autres mutations sont retrouvées de façon concomitante à la translocation, suggérant que l'effet de RUNX1-RUNX1T1 sur le développement des leucémies ne s'exerce pas seul.

## Impact clinique
Le gène RUNX1-RUNX1T1 est fortement associé aux leucémies aiguës myéloïdes notamment sous-types sans maturation (ex LAM1) et avec maturation (ex LAM2). Il est également retrouvé dans les leucémies aiguës, lymphoïdes et les syndromes myélodysplasiques.
Les recommandations européennes de prise en charge des LAM de l'adulte publiées en 2017, rapportent que RUNX1-RUNX1T1 est présent dans 7% des LAM, et préconisent sa recherche systématique au diagnostic par des techniques de biologies moléculaires (RT-PCR, FISH, etc.). En cas de détection de la translocation, la LAM possède alors un pronostic favorable.
Dans un contexte pédiatrique, RUNX1-RUNX1T1 est retrouvé dans 13 à 14 % des LAM, surtout après l'âge de 5 ans. La médiane de survie à 5 ans est supérieure est d'environ 80%.